# Leptogenys amazonica
Leptogenys amazonica is een mierensoort uit de onderfamilie van de Ponerinae. De wetenschappelijke naam van de soort is voor het eerst geldig gepubliceerd in 1930 door Borgmeier.